# 必要労働時間
必要労働時間（ひつようろうどうじかん）とはマルクス経済学用語の一つで、労働者が労働日において、賃金に相当するだけの生産を上げるのに必要とされる時間のことをいう。
これを超えた労働時間のことは剰余労働時間と呼ばれ、この時間での生産は剰余価値と呼ばれ資本家の利潤であり労働者の搾取された分である。労働者に支払うと約束されている賃金の額は必要労働時間での生産量と同等である。仮に一日の労働時間が8時間であった場合に、日給と同額の生産量を上げられる時間が6時間であったならば、この6時間が必要労働時間ということになり、残りの2時間は剰余労働時間ということになる。